# Умеће љубави
Умеће љубави јесте књига немачког социолога и психолога Ериха Фрома, објављена 1956. године.

## Опис
У овој књизи, Фром се не оријентише ка стварању готових упутстава о умећу љубави, баш напротив, он жели да покаже да љубав није осећање које себи може свако да приушти, без обзира на достигнути ниво степена зрелости. Он жели да увери читаоца да ће сви његови покушаји у љубави пропадати, све докле он најактивније не покуша да развије целокупну личност, како би постигао продуктивну оријентацију. Задовољство у индивидуалној љубави се не може постићи без способности да се воли ближњи, без истинске скромности, храбрости, вере и дисциплине.
Фром каже да су савремени људи отуђени једни од других и од природе, а да уточиште од своје усамљености траже у романтичној љубави и браку. Међутим, Фром запажа да права љубав „није осећај коме се свако може лако препустити“. Тек развијањем своје укупне личности до способности да воли ближњег са „истинском понизношћу, храброшћу, вером и дисциплином“ стиче се способност да се доживи права љубав. Ово треба сматрати ретким успехом.
Умеће љубави тврди да активни карактер праве љубави укључује четири основна елемента: бригу, одговорност, поштовање и знање. Сваки од њих је тешко дефинисати и може се значајно разликовати у зависности од људи који су укључени и њихових околности. Гледано овим речима, љубав је напоран посао, али је и највреднији посао.
Један од концепата књиге је љубав према себи. Према Фрому, волети себе прилично се разликује од ароганције, умишљености или егоцентризма. Волети себе значи бринути се о себи, преузети одговорност за себе, поштовати себе и познавати себе (нпр. бити реалан и искрен у погледу својих предности и слабости). Да би могао истински волети другу особу, потребно је прво волети себе на овај начин.
Фром општу идеју љубави у савременом западном друштву назива  égoïsme à deux- однос у којем је свака особа потпуно усредсређена на другу, на штету других људи око себе. Тренутно се верује да пар треба да буде добро распоређен тим, сексуално и функционално, који ради ка заједничком циљу. Ово је у супротности са Фромовим описом праве еротске љубави и интимности, који укључује хотимично опредељење усмерено на једну јединствену особу. Не може се истински волети друга особа ако се не воли цело човечанство, укључујући и себе.
Књига укључује истраживања теорија о братској љубави, мајчинској и очинској љубави, еротској љубави, самољубљу и љубави према Богу, те испитивање љубавног распада у савременој западној култури.
Фром објашњава оно што назива "парадоксалном логиком" - способност да помири супротна начела у истој инстанци. Он истиче парадоксалну логику у поглављима посвећеним љубави према Богу и еротској љубави.
Фром започиње последње поглавље, „Љубавна пракса“, речима: „[...] многи читаоци ове књиге очекују да им се дају рецепти„ како то учинити себи “[...]. плашећи се да ће свако ко приступи овом последњем поглављу у овом духу бити озбиљно разочаран ". Он каже да се за савладавање уметности љубави мора вежбати дисциплина, концентрација и стрпљење у сваком аспекту живота.